# Philippe de Suède
Philippe Ier Halsteinsson, roi de Suède de 1105 à 1118.

## Origine
Philippe dont on peut remarquer le nom très chrétien et d'origine grecque est le fils aîné de Halsten Ier Stenkilsson et le neveu et successeur d'Inge Ier l'Ancien.

## Règne
Selon la Saga de Hervor et du roi Heidrekr « Les fils de Hallstein, Philippus et Ingi, prennent le royaume après l'Inge l'Ancien. Philippus est roi un temps très court ».
Philippe succède donc à son oncle conjointement avec son frère Inge II le Jeune (den yngre). Toujours selon la Saga, il épouse Ingegerd (+ 1120) une fille du roi Harald Hardrade qui était la veuve du roi Oluf Ier de Danemark mort en 1095. Philippe meurt en 1118. Il aurait été empoisonné à l'instigation de sa belle-sœur Ulvhild Håkansdotter. Philippe est probablement inhumé avec son frère Inge le Jeune à l'abbaye de Vreta (Vreta kloster och kyrka) à Linköping en  Östergötland.

## Source
- Régis Boyer, La saga de Hervor et du roi Heidrekr, Berg International, Paris, 1988, chapitre XVI « Du Roi Ingi Steinkelsson ».